# Phlegethon Catena
Die Phlegethon Catena ist eine geologische Formation auf dem Mars, wie sie in der englischen Fachterminologie als pit chains (deutsch: Krater-, Trichter oder Grubenketten) bezeichnet werden. Die Region der Phlegethon Catena, südöstlich von Alba Patera gelegen, zeigt eine Vielzahl solcher tektonischer Gräben, welche ungefähr von Nordosten nach Südwesten verlaufen. Ihre Breite beträgt zwischen 500 Metern und 10 Kilometern. Die Reihe dicht beieinander liegender Senken, die in derselben Richtung wie die Gräben angeordnet sind, wird nach dem lateinischen Wort für Kette als Catena bezeichnet. Die Senken besitzen keinen Rand und sind kreisförmig bis elliptisch geformt. Ihre Durchmesser betragen zwischen 0,3 und 2,3 Kilometern. 